# Богданова, Анна Андреевна
А́нна Андре́евна Богда́нова (род. 21 октября 1984, Сочи) — российская легкоатлетка, чемпионка Европы в помещении в пятиборье. Мастер спорта России международного класса.

## Карьера
В 2007 году на чемпионате Европы в помещении Анна заняла 13-е место. В том же году на чемпионате мира она стала 10-й. В 2008 Богданова выиграла бронзовую медаль на чемпионате мира в помещении, а на Олимпиаде в Пекине заняла 6-е место.
Свою первую победу Анна одержала на чемпионате Европы в помещении в 2009 году. Через два года на чемпионате мира Богданова стала 11-й.

## Образование
Окончила Санкт-Петербургский государственный университет.